# ملعب فرانسيسكو آرتس كاراسكو
ملعب فرانسيسكو آرتس كاراسكو هو ملعب متعدد الاستخدامات يقع في لورقة، إسبانيا. يستخدم غالبا لمباريات كرة القدم وهو الملعب السابق لفريق لورقة ديبورتيفا الذي تم حله في 2012، والحالي لنادي لورقة. يتسع لــ8120 متفرج.